# Ashley Massaro
Ashley Marie Massaro (Babylon, Long Island (New York), 26 mei 1979 - 16 mei 2019) was een Amerikaans model en professioneel worstelaar die actief was in de World Wrestling Entertainment (WWE). Ze was ook valet van de tag team Paul London en Brian Kendrick.
In 2007 was ze te zien in de serie Smallville. 
De inmiddels voormalig worstelaarster werd thuis in Suffolk County (New York) onwel aangetroffen en overleed op weg naar een ziekenhuis in Long Island (New York) op 39-jarige leeftijd.

## In worstelen
- Afwerking en kenmerkende bewegingen
  - Starstruck
  - Crucifix pin
  - Diving crossbody
  - Hurricanrana
  - Monkey flip
  - Spear
  - Victory roll

- Worstelaars managed
  - Trish Stratus
  - Paul London
  - Brian Kendrick

## Prestaties
- Playboy Magazine
  - Cover Girl (April 2007)

- World Wrestling Entertainment
  - WWE Diva Search winnaar (2005)